# Parafia św. Michała Archanioła w Raciborowicach Górnych
Parafia św. Michała Archanioła w Raciborowicach Górnych – parafia rzymskokatolicka w dekanacie Bolesławiec Wschód w diecezji legnickiej. Erygowana w 1945 roku. Obsługiwana przez księży archidiecezjalnych. Jej proboszczem jest ks. mgr Andrzej Kryłowski.